# Colin Bateman
Colin Bateman född 1962, är en irländsk författare, manusförfattare och journalist. 
Batemans bok Murphy's Law filmatiserades som TV-serie för BBC (2001–2007), med bland andra James Nesbitt som skådespelare. 

### Utgivet på svenska
- Sprängstoff 1998

## Filmmanus
- Divorcing Jack
- Crossmaheart (1998)
- Wild About Harry

## Priser och utmärkelser
- Betty Trask Award 1994 för Divorcing Jack